# Chikkamalapura, Kollegal
Chikkamalapura là một làng thuộc tehsil Kollegal, huyện Chamarajanagar, bang Karnataka, Ấn Độ.